# Коськов
Коськов (укр. Коськів) — село в Шепетовском районе Хмельницкой области Украины.
Население по переписи 2001 года составляло 1276 человек. Почтовый индекс — 30454. Телефонный код — 3840. Занимает площадь 242 км². Код КОАТУУ — 6825583601.

## Местный совет
30454, Хмельницкая обл., Шепетовский р-н, с. Коськов, ул. Тельмана